# Partido dos Trabalhadores (Guiné-Bissau)
Nota, para ver o partido brasileiro, consulte Partido dos Trabalhadores
Partido dos Trabalhadores é um partido político de Guiné-Bissau.

## Resultados eleitorais

### Eleições legislativas
| Data    | %         | Deputados | +/- | Status   |
| ------- | --------- | --------- | --- | -------- |
| 1960    | 14,9 (#4) | 37 / 245  |     | Oposição |
| 1964    | 20,7 (#3) | 51 / 245  | 14  | Oposição |
| 1965    | 24,4 (#1) | 60 / 245  | 9   | Governo  |
| 1969    | 20,4 (#2) | 51 / 245  | 9   | Oposição |
| 1973    | 22,4 (#2) | 56 / 245  | 5   | Oposição |
| 1977    | 25,8 (#1) | 65 / 245  | 9   | Governo  |
| 1986    | 22,2 (#2) | 55 / 245  | 10  | -        |
| 1989    | 12,0 (#4) | 25 / 210  | 30  | Oposição |
| 1991    | 12,5 (#4) | 26 / 210  | 1   | Oposição |
| 1993    | 15,5 (#3) | 35 / 210  | 9   | Governo  |
| 1997    | 17,1 (#3) | 36 / 210  | 1   | Governo  |
| 2000    | 16,2 (#3) | 35 / 210  | 1   | Oposição |
| 2004    | 33,3 (#1) | 71 / 210  | 36  | Governo  |
| 2008    | 27,9 (#1) | 59 / 210  | 12  | Governo  |
| 05/2012 | 19,3 (#2) | 41 / 210  | 18  | Oposição |
| 07/2012 | 20,2 (#2) | 43 / 210  | 2   | Governo  |
| 10/2012 | 14,7 (#3) | 35 / 210  | 8   | Oposição |